# Chtchoutchia
La Chtchoutchia (en russe Щучья) est une rivière de Sibérie occidentale en Russie, longue de 565 km, affluent gauche de l'Ob.

## Géographie
Elle coule dans le nord-est du district autonome de Iamalo-Nénétsie. Elle prend sa source dans le massif de l'Oural polaire et se jette dans l'Ob en rive gauche, non loin de la baie de l'Ob.
Son bassin versant a une superficie de 12 300 km2 et son débit moyen est de 109 m3/s.
La Chtchoutchia gèle d'octobre à début juin. Les hautes eaux ont lieu de juin à septembre

## Hydrométrie - Les débits mensuels à Chtchoutchie
Le débit de la Chtchoutchia a été observé pendant 31 ans (sur la période allant de 1934 à 1990) à Chtchoutchie, petite localité située à quelque 141 kilomètres de sa confluence avec l'Ob.
À Chtchoutchie, le débit annuel moyen ou module observé sur cette période était de 104 m3/s pour une surface de drainage de 10 600 km2, soit plus ou moins 86 % de la totalité du bassin versant de la rivière. La lame d'eau d'écoulement annuel dans le bassin se montait de ce fait à 310 millimètres, ce qui est assez élevé, et résulte des précipitations abondantes tombant sur les monts Oural.
Le débit moyen mensuel de la Chtchoutchia observé en mars (minimum d'étiage) est quasi nul, tandis que celui du mois de juin lié à la fonte des neiges s'élève à pas moins de 486 m3/s, ce qui souligne l'extrême amplitude des variations saisonnières. Et les écarts de débits mensuels peuvent être encore plus importants d'après les années : sur la durée d'observation de 31 ans, le débit mensuel minimal a été de 0,00 m3/s de janvier à avril à plusieurs reprises, tandis que le débit mensuel maximal s'élevait à 770 m3/s en juin 1957.
En ce qui concerne la période libre de glace (de juin à septembre inclus), le débit minimal observé a été de 52,9 m3/s en septembre 1967, ce qui restait fort appréciable.

### Sources
- (ru) La Chtchoutchia dans la Grande Encyclopédie soviétique
- (en) Arcticnet - La Chtchoutchia à Chtchoutch'e